# 拉傑瓦·侯賽恩 (約旦王妃)
拉傑瓦·賽義夫（阿拉伯语：رجوة آل سيف，1994年4月28日—），约旦王妃。是约旦王储侯賽因王子的妻子。婚前是一名来自沙特阿拉伯的建筑师。

## 生平
她父親卡立德·賽義夫是商人，拥有建筑工程公司。她母亲阿扎来自阿勒-蘇黛利家族（Al Sudairi），是沙特阿拉伯国王萨勒曼·本·阿卜杜勒-阿齐兹·阿勒沙特的远房表亲。拉傑瓦毕业于美国雪城大學的建筑学院。
拉傑瓦是赛义夫（Al Saif）家族的成員，該家族自阿卜杜勒-阿齐兹·本·阿卜杜拉赫曼·本·费萨尔·阿勒沙特國王統治開始以來就是蘇代爾地區Al-Attar市的酋長。
2023年6月1日，拉傑瓦與侯賽因王子在扎赫蘭宮结婚，成為約旦王妃。夫妇的第一个孩子，伊曼（Iman）公主在2024年8月3日出生。